# Singelpark
Het Singelpark in de Nederlandse stad Leiden is een project van inwoners en gemeente. Doel is een groot aaneengesloten park te realiseren langs de zes kilometer lange, buitenste singels van de stad. Voor alle mogelijke parkfuncties moet daar ruimte zijn. Ook de Leidse Hortus botanicus maakt er deel van uit. Een belangrijk onderdeel van het plan is het realiseren van vijf nieuwe bruggen voor langzaam verkeer. De gemeente Leiden verwacht dat betrokken burgers voor de verschillende onderdelen het initiatief nemen en de richting bepalen. Een en ander is vastgelegd in een convenant tussen burgers en overheid.

## Parkdelen
De huidige singels zijn vanaf 1659 als onderdeel van de verdedigingswerken rond de stad aangelegd. Hoewel de wegen die langs het water liggen ook 'singel' worden genoemd zijn de eigenlijke singels de waterlopen die van oorsprong deel uitmaken van de vestingwerken. Het groen langs deze singels is niet één park maar een keten van groenvoorzieningen die door het uitvoeren van kunstwerken één geheel moeten gaan vormen.
De singels zijn de Witte Singel, Zoeterwoudse Singel, Zijlsingel, Herensingel, Maresingel, Rijnsburgersingel en de Morssingel.
Gekoppeld aan de singels zijn er zeven parkdelen die door de wijze van inrichting ieder een eigen karakter kunnen krijgen.
Elke singel liep oorspronkelijk van stadspoort tot stadspoort. Alleen de Zijlpoort en de Morspoort bestaan nog. Tussen de poorten waren bij de singels vroeger verdedigingswerken in de vorm van stenen muren, aarden wallen, waterpoorten, bolwerken en waltorens, soms waren er later molens op gebouwd. Enkele van die historische bouwwerken zijn nog aanwezig of werden gereconstrueerd. Voorbeelden zijn het Ankerpark, muurtoren Oostenrijk en Molen De Valk.
Het Singelpark krijgt vorm door het verbinden van bestaande parken, wijken en bolwerken. In 2014 is een start gemaakt met de eerste gebieden zoals de Lammermarkt, het Energiepark en de bruggen. De bedoeling is dat stap voor stap delen van het overkoepelende concept Singelpark worden gerealiseerd.

## Bruggen
Om de wandelroute van park tot park te realiseren (zonder omlopen) worden vanaf 2017 vijf Singelparkbruggen gerealiseerd. Dat is een taak voor de gemeente waarbij parkliefhebbers en andere partijen, zoals omwonenden, betrokken worden. De gemeente heeft een architectenbureau (Ney en partners) gevraagd om een ontwerp, wat resulteerde in een aantal herkenbare brugelementen die in elke brug terugkomen.
Stichting Vrienden van het Singelpark schreef in overleg met de gemeente Leiden een wedstrijd uit om burgers de kans te bieden om namen voor de nieuwe Singelparkbruggen te bedenken. De uitkomst is dat de bruggen de volgende namen zullen krijgen:
- Wisennia - Huigpark-Blekerspark (over de Oude Herengracht)
- Lovium - Zijlpoort-Ankerpark (over de Oude Rijn)
- Helar - Ankerpark-Meelfabriek (over de Looiersgracht)
- Hapynion - Kaarsemakersplein-Veerplein (over de Nieuwe Rijn)
- Aeldis - Arsenaalplein-Rembrandtpark (over de Groenhazengracht)

De namen zijn afgeleid van Engelse/Germaanse woorden, maar lijken door hun vorm en klank aan het Grieks of Latijn ontleend te zijn. Wisennia: Brug van Wijsheid. Lovium: Brug van Liefde. Helar: Brug der Gezondheid. Hapynion: Brug van Geluk. Aeldis: Brug der Ouderdom. 
Twee brugverbindingen ontbreken nog:
- 5e Binnenvestgracht - Hortus
- Reuvensplaats - Arsenaalplein (langs de Witte Singel)

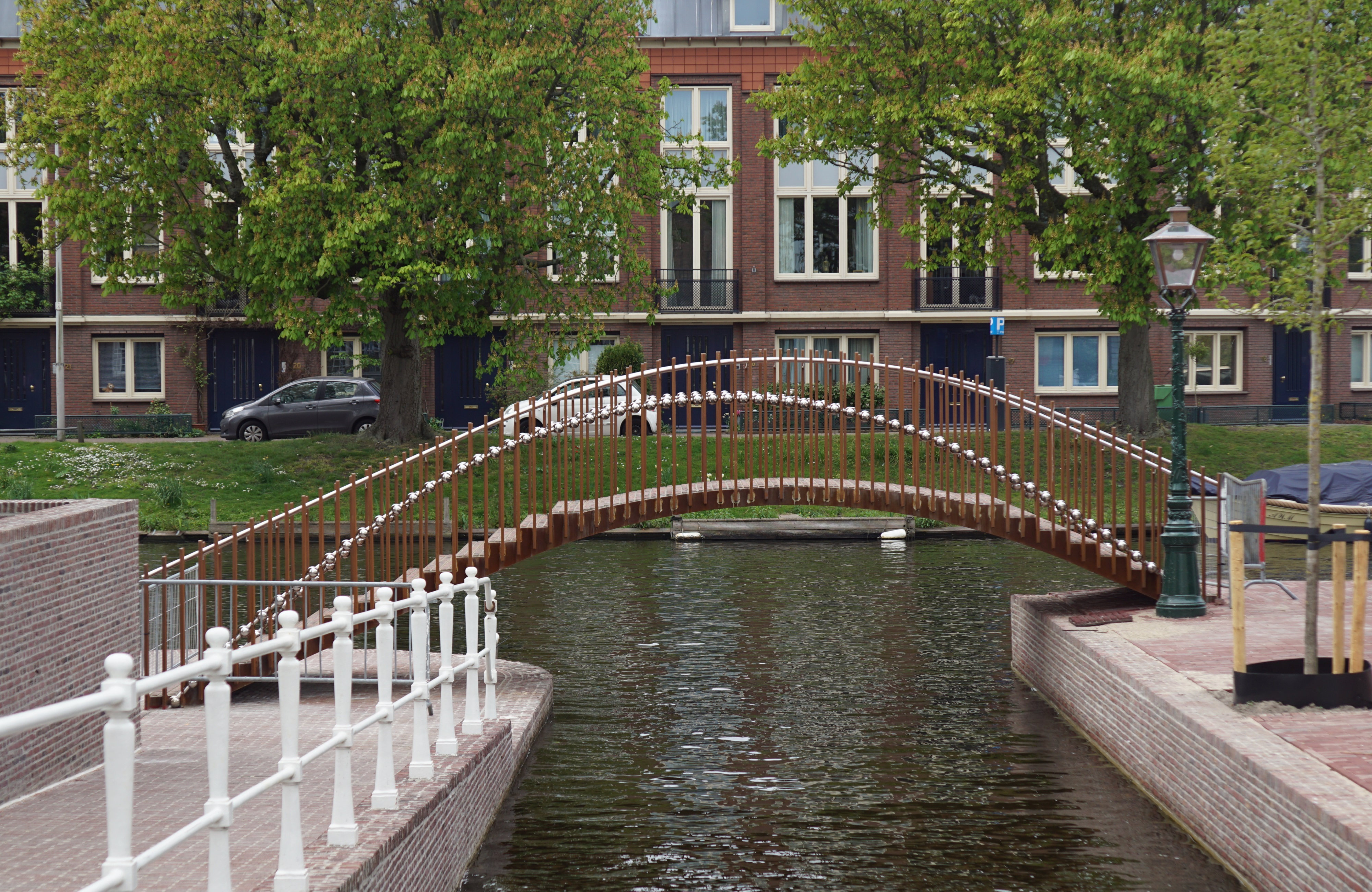
Aeldisbrug over de Groenhazengracht (gereed in maart 2020)
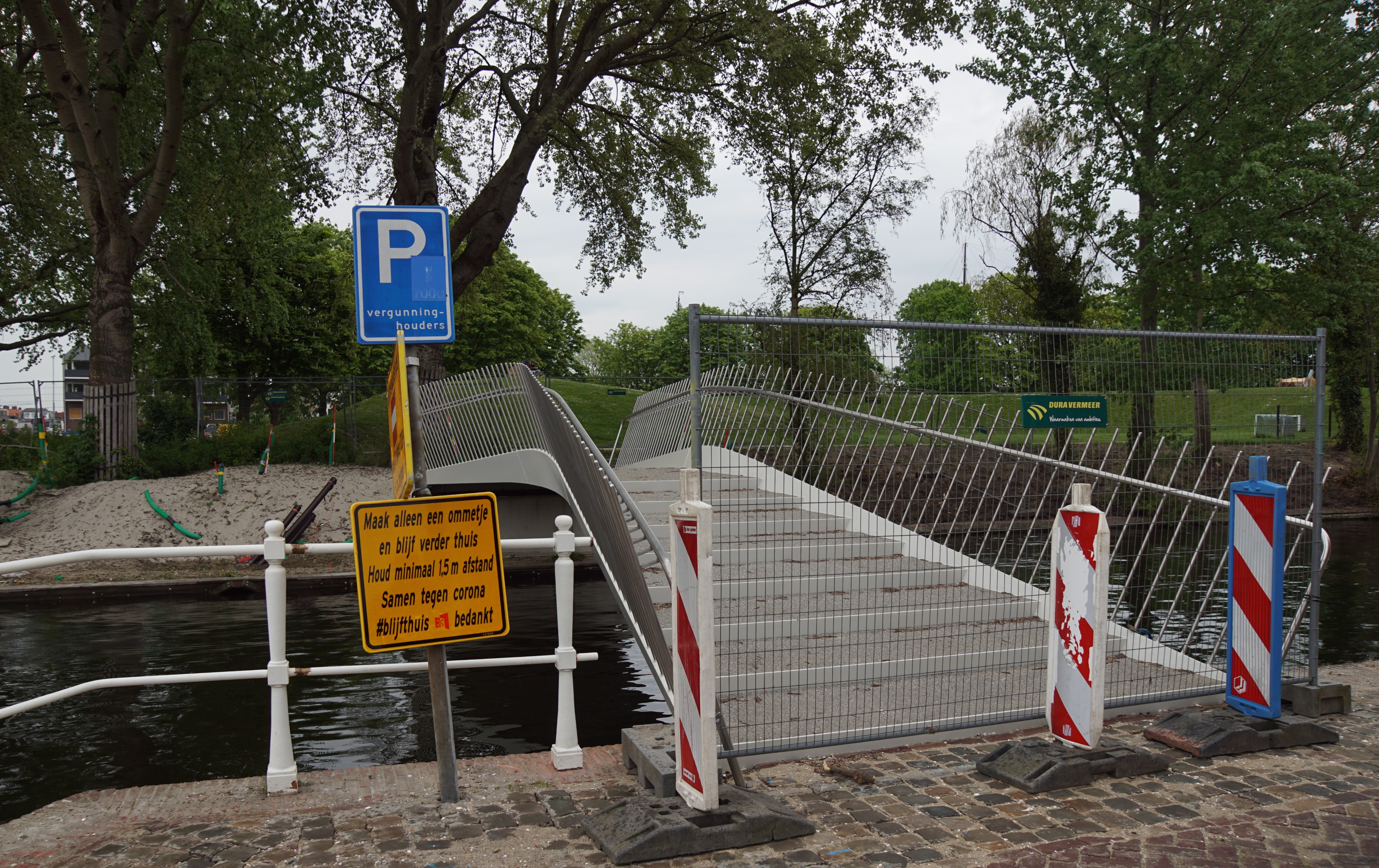
Binnenoostsingelbrug naar het Ankerpark (gereed in maart 2020)
- Opening van het Singelpark, september 2020
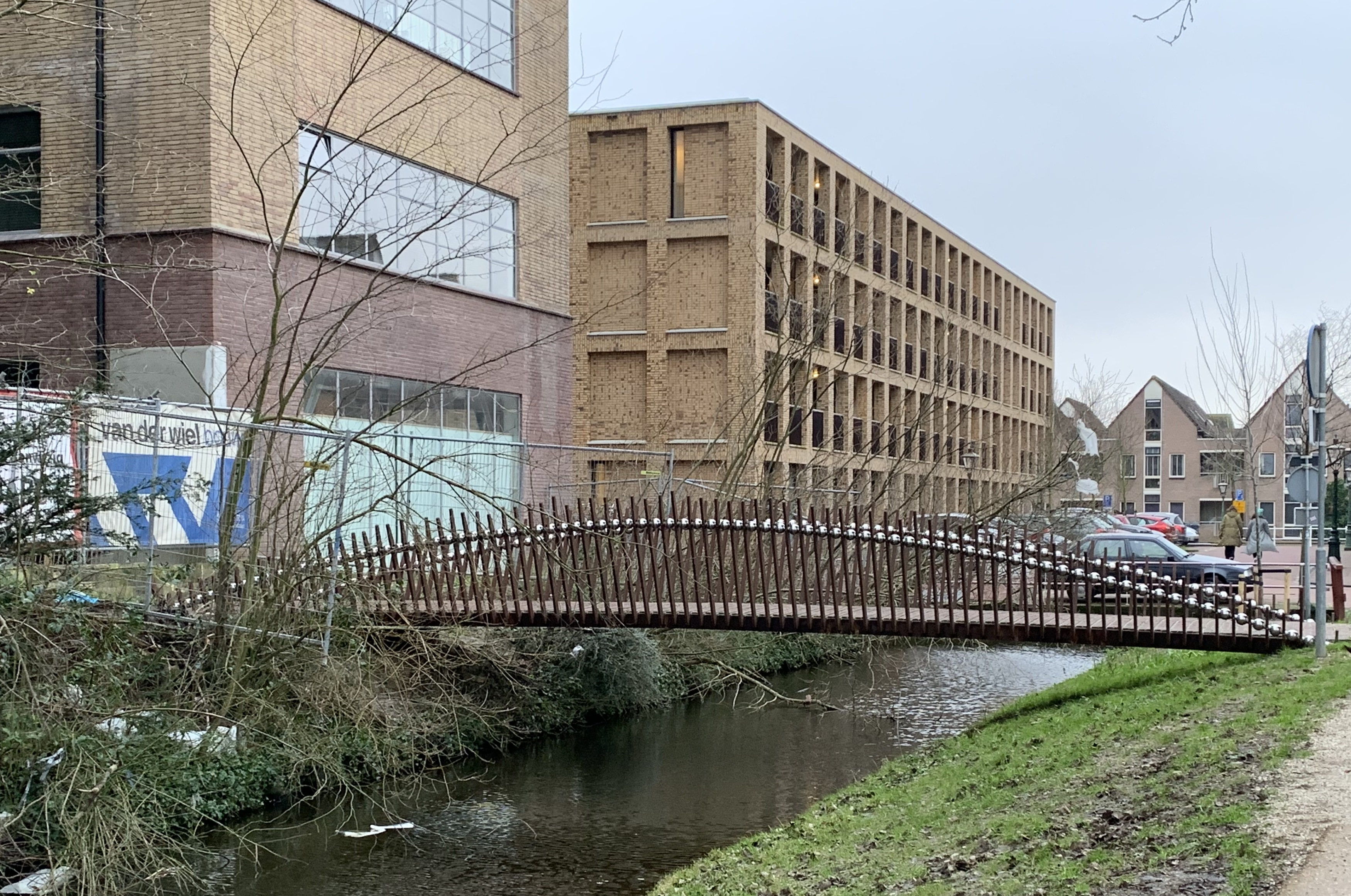
Helarbrug over de Looiersgracht
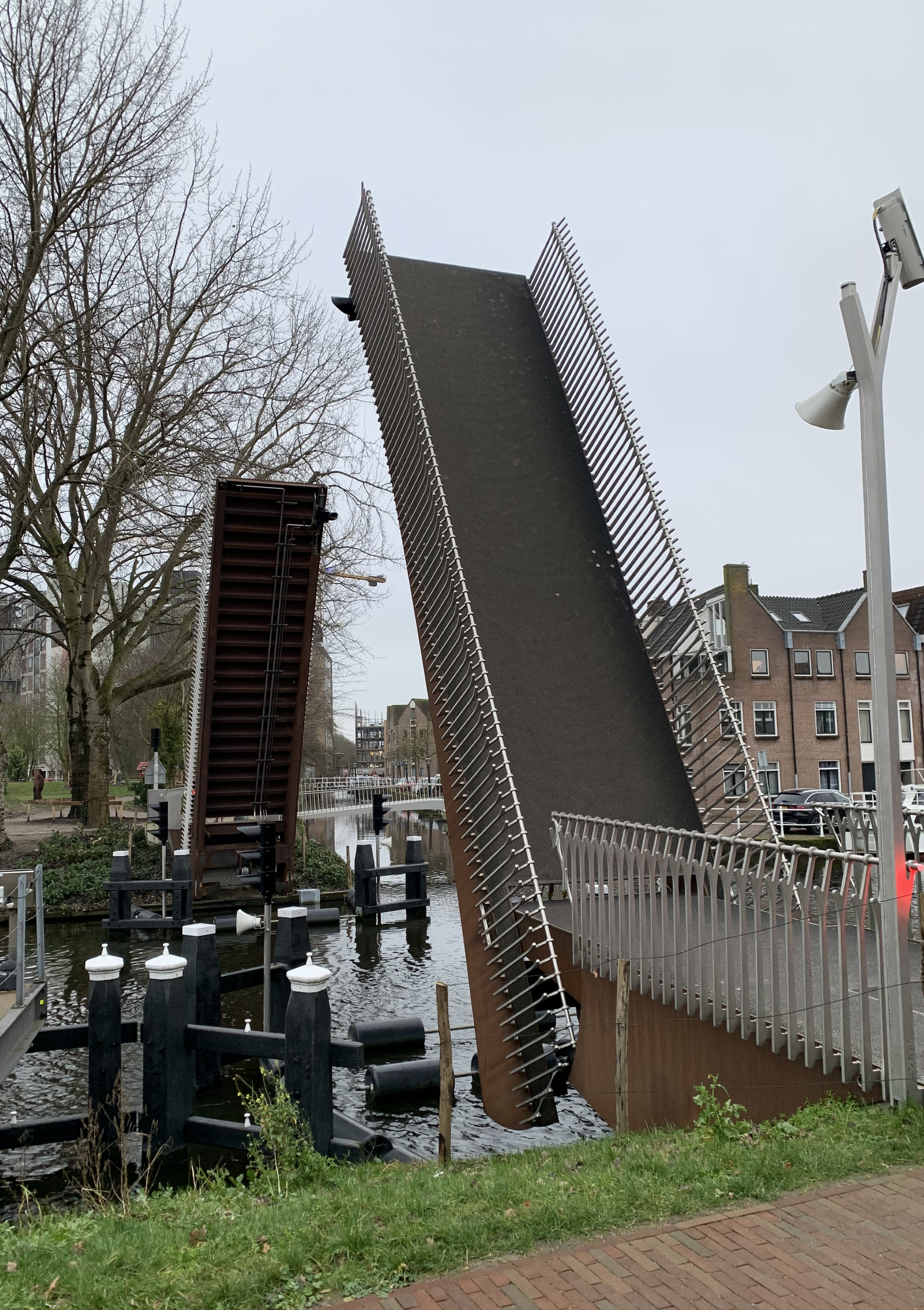
De Loviumbrug over de Oude Rijn

## Stadslab Leiden
De ontwikkeling van het Singelpark wordt door het Leidse Stadslab aangegrepen om burgers, bewoners, bedrijven en betrokkenen zelf het heft in handen te laten nemen. Daaruit is een burgerinitiatief ontstaan dat 'Vrienden van het Singelpark' is gaan heten. Vrijwilligers werken in deze stichting aan wat zij noemen het 'langste, mooiste en spannendste stadspark van Nederland'. Het gaat hen er om het gebied te 'vergroenen, verbinden en versterken'. Wat losse delen waren moet een geheel worden.
Daarnaast zijn er betrokkenen, zoals bewoners en bedrijfsleven, die hun eigen belangen nastreven. Daarbij gaat het onder meer om parkeren en verkeer, markten en kermissen, rondvaartboten, sporters, horeca, natuurbeleving, rustgebieden, woonboten, wijkverenigingen, marathons en optochten.
De Vrienden van het Singelpark proberen er voor te zorgen dat alle belanghebbenden gehoord worden in de besluitvorming en de realisatie van vernieuwingen door ze er bij te betrekken. Het streven is dat burgers op termijn zelf het onderhoud en de planning voor 'hun' deel van het Singelpark ter hand nemen, in goed overleg met de gemeente.

## Gemeente Leiden
Een grote operatie in de publieke ruimte is uiteindelijk de verantwoording van de gemeente, de beheerder van de openbare ruimte. Voor gemeente is het Singelpark een project. Een project is eindig, een gebied niet. De gemeente Leiden heeft voor de aanleg 14 miljoen euro beschikbaar gesteld en het burgerinitiatief omarmd. Bovendien is voor beheer en onderhoud zo'n drie ton per jaar gereserveerd.

## Singelparkconvenant
In december 2014 spraken de gemeente Leiden en de Stichting Vrienden van het Singelpark in een convenant af hoe zij samenwerken om de realisatie van het Singelpark te bereiken. Het convenant beschrijft de verdeling van taken en verantwoordelijkheden. In 2017 is het convenant uitgebreid met het beheer van nog meer parkgebieden door de Vrienden van het Singelpark.

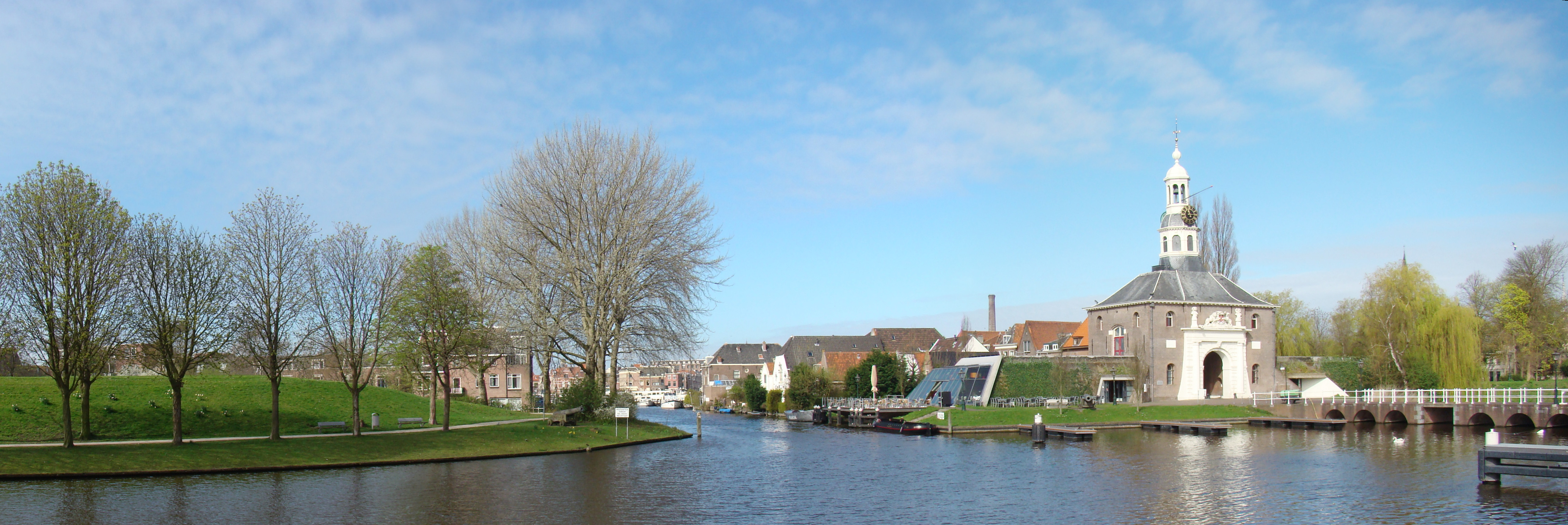
Locatie van de nieuwe brug tussen Zijlpoort en Ankerpark (over de Oude Rijn)